# Université Jiao Tong de Pékin
L'université Jiao-tong de Pékin (chinois : 北京交通大学), anciennement université Jiao-tong du Nord  (chinois : 北方交通大学), est l'une des plus anciennes universités de Chine. Le campus principal est situé près de Xizhimen, District de Haidian, à Pékin. Le nom abrégé par lequel les locaux se référent à cette université est JiaoDa (chinois : 交大).

## Histoire
En septembre 1909, le département postal du gouvernement Qing fonda l'institut de gestion des chemins de fer à Pékin. Dans les années 1920, il fusionne avec deux autres écoles à Shanghai et Tangshan pour former l'université Jiao-tong avec trois campus à Pékin, Shanghai et Tangshan. Le campus de Pékin fut alors nommé université Jiao-tong du Nord  (chinois : 北方交通大学). En septembre 2003, il fut encore une fois renommé université Jiao-tong de Pékin (chinois : 北京交通大学) pour mettre en avant sa localisation. Il y a maintenant trois autres universités répondant au nom de Jiao-tong : l'université Jiao-tong de Shanghai, l'université Jiao-tong de Xi'an et l'université Jiao-tong de Nanchang.

## Galerie

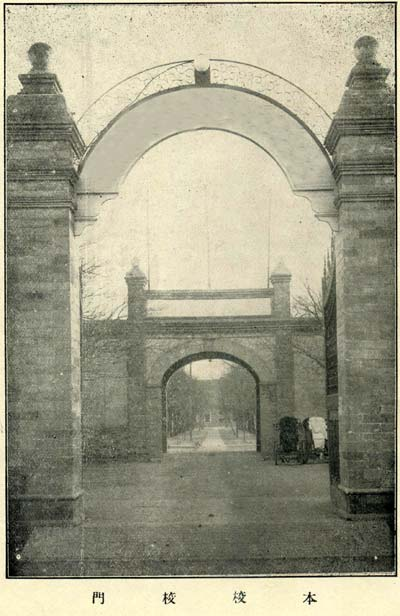
L'ancienne porte en 1920
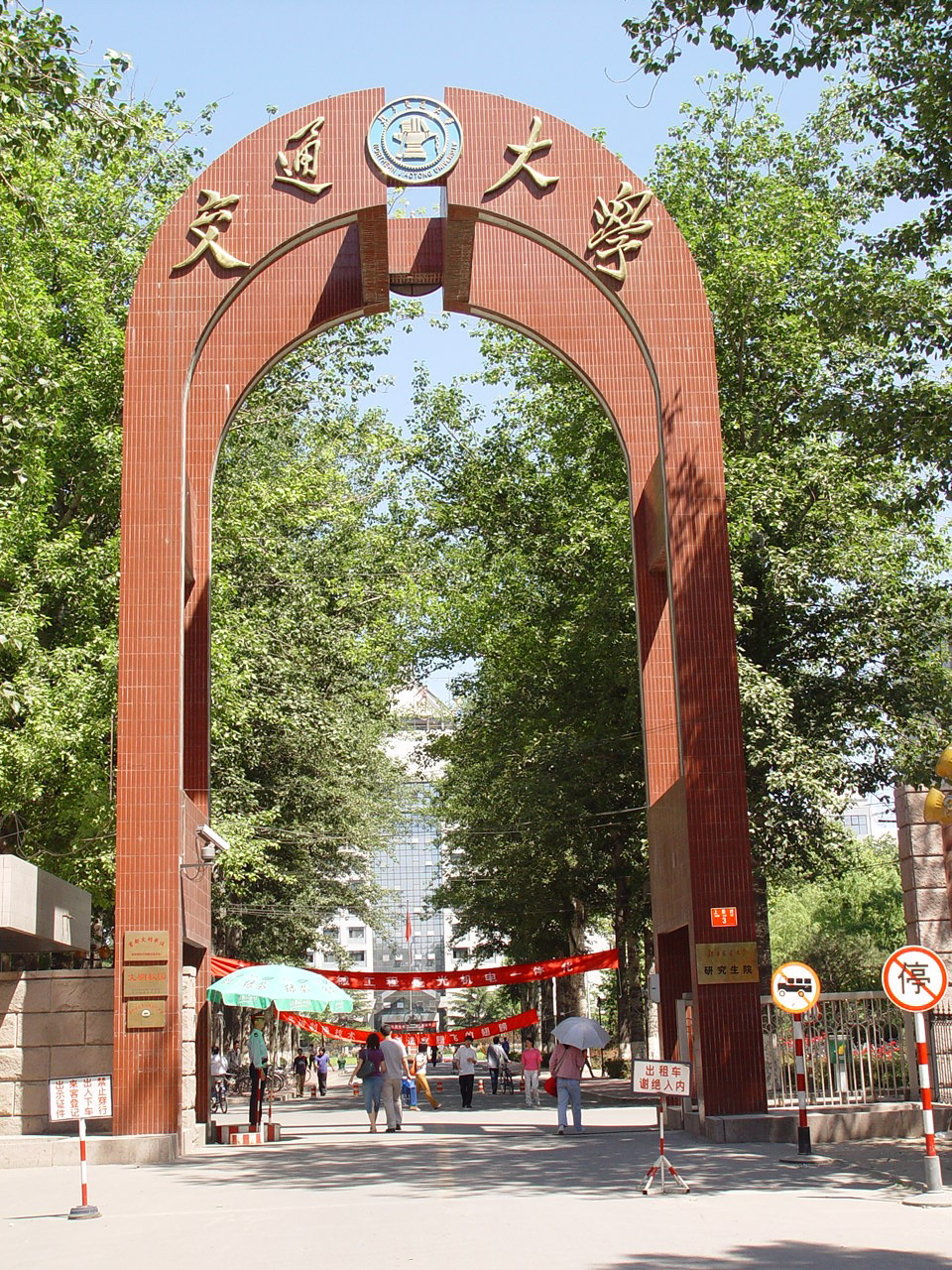
Jiaoda Porte sud
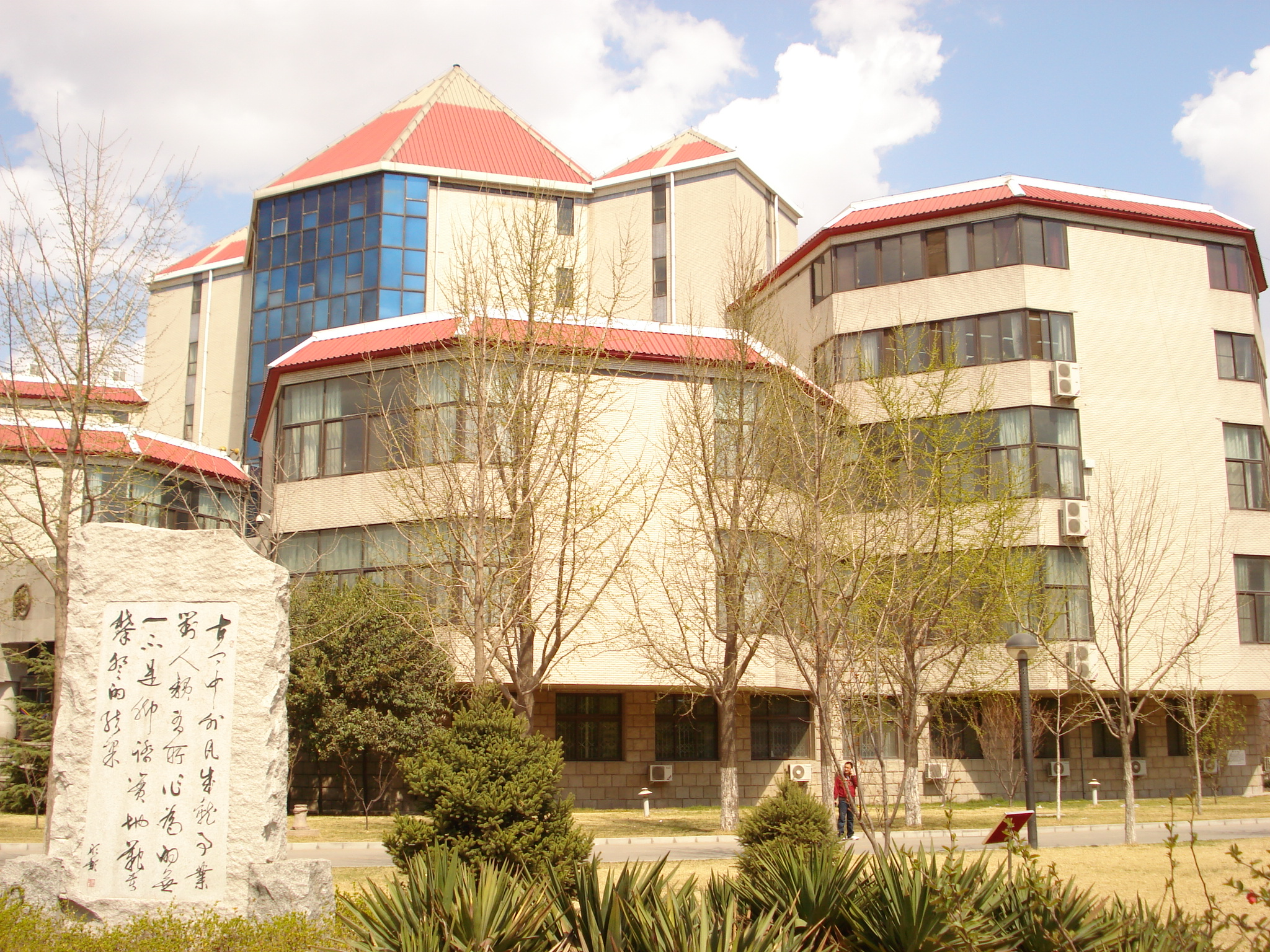
La bibliothèque en 2007
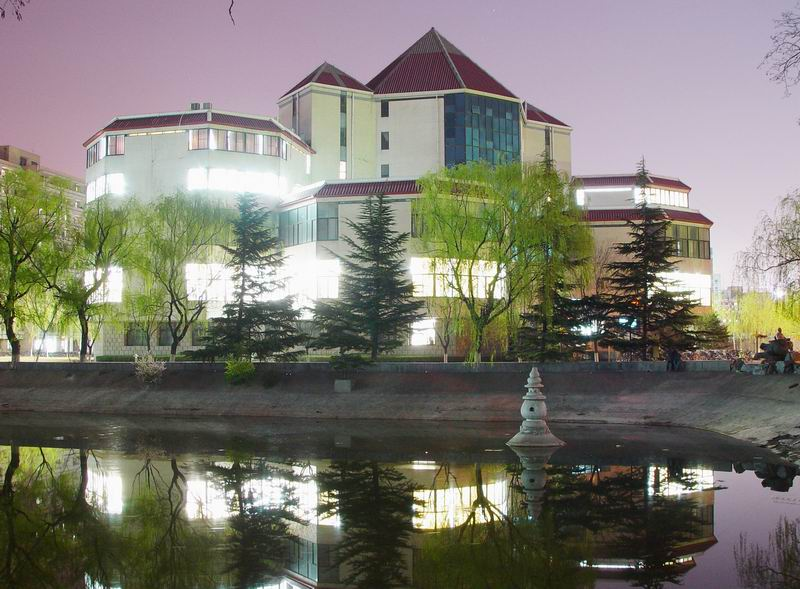
Une autre vue de la bibliothèque de nuit
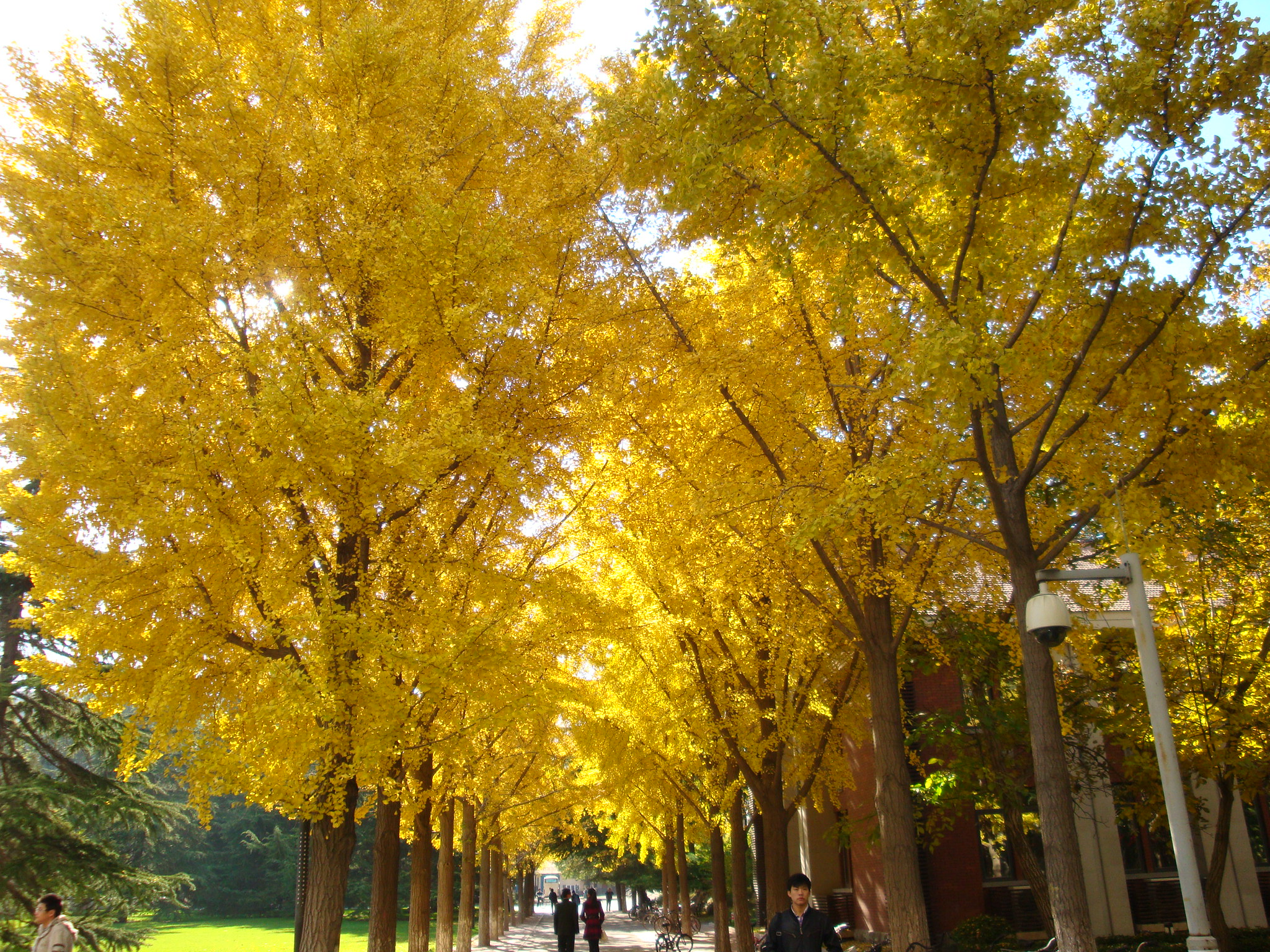
Les gingko du campus virent au jaune en automne (novembre 2010)